# Goggia lineata
Espèce
Statut de conservation UICN

 LC  : Préoccupation mineure
Synonymes
- Phyllodactylus lineatus Gray, 1838

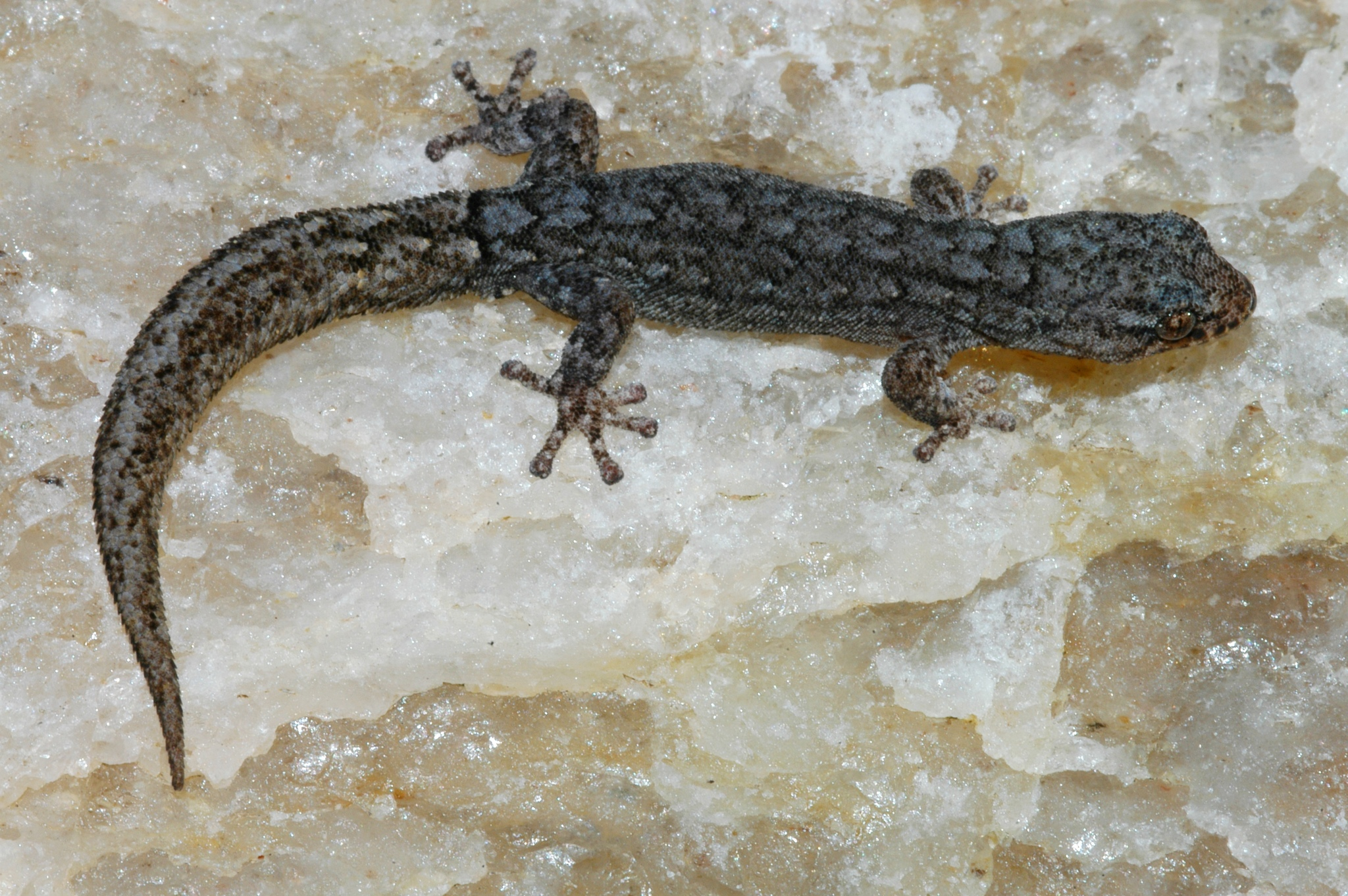
Gecko nain à feuilles rayées (Goggia lineata)

Goggia lineata est une espèce de geckos de la famille des Gekkonidae.

## Répartition
Cette espèce se rencontre dans l'ouest de l'Afrique du Sud et dans le sud de la Namibie.

## Étymologie
Le nom spécifique lineata vient du latin lineatus, rayé, en référence à l'aspect de ce saurien.

## Publication originale
- Gray, 1838 : A new species of lizard and land shells from South Africa. An expedition of discovery into the interior of Africa, through the hitherto undescribed countries of the Great Namaquas, Boschmans, and Hill Damaras, performed under the auspices of Her Majesty's Government and the Royal Geographical Society, H. Colburn, London, vol. 2, appendix l, p. 268-269.